# ストランド・パレス・ホテル

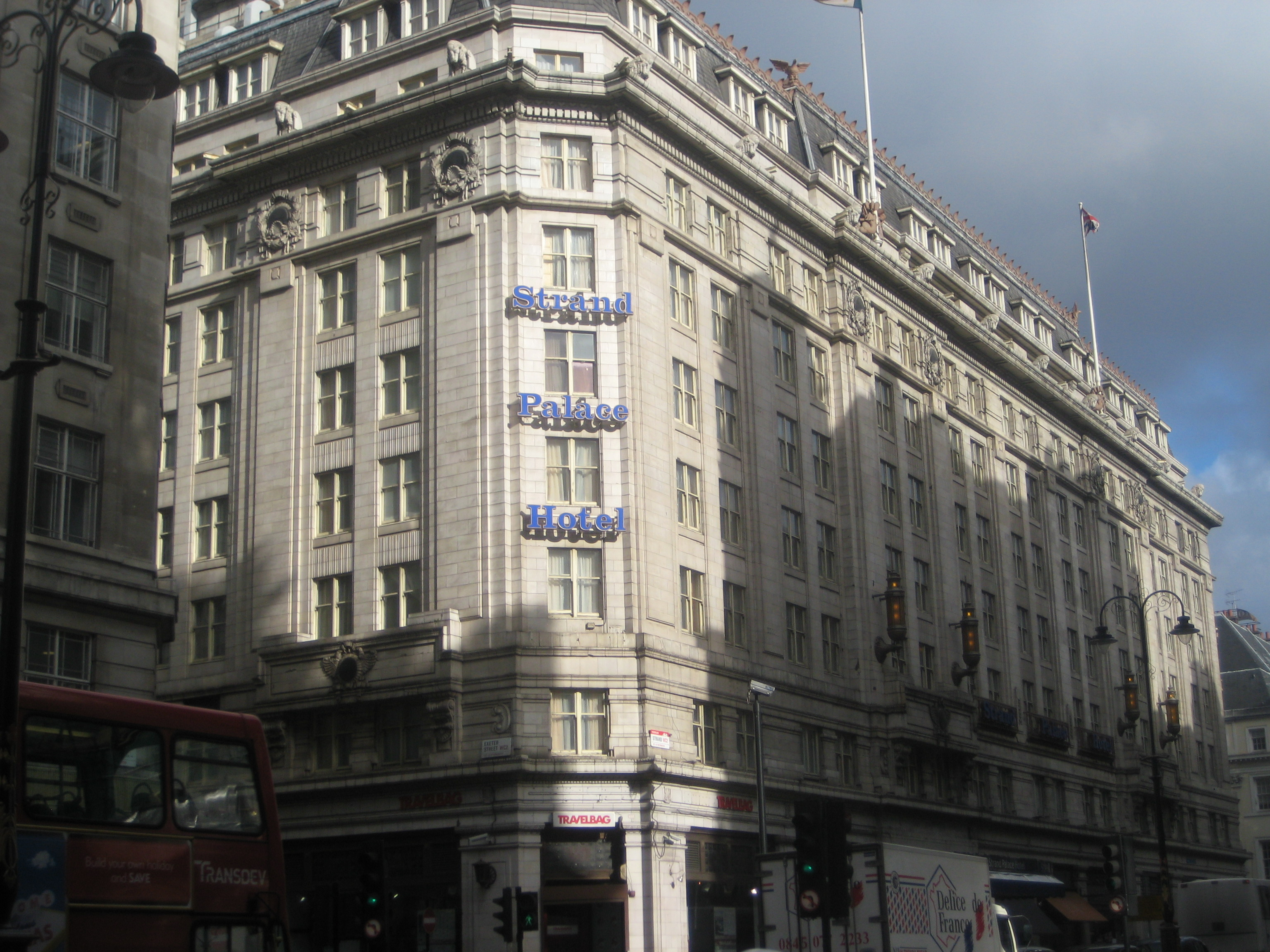
ストランド・パレス・ホテル

ストランド・パレス・ホテル (Strand Palace Hotel) は、ロンドンのストランドの北側に位置する大規模なホテルで、コヴェント・ガーデン、オールドウィッチ、トラファルガー広場、テムズ川のいずれにも近い位置にある。

## 歴史
このホテルは、1907年に解体されたエクセター・ホールの跡地に建設された。開業は、1909年で
、1930年代にアール・デコ調の装飾が施されたが、その後の改装で近代化されている。
ストランド・ホテル・リミテッド (Strand Hotel Limited) は、1907年に設立され、株主は4,000人以上に上る。創業者は、サルモン (Salmon) 家とグラックステイン (Gluckstein) 家であり、同社はストランド・パレス・ホテルの建設資金を調達するために設立された。J・ライオンズ・アンド・カンパニーは、この会社の株式の一部を1922年に取得し、また、ストランド・ホテルの拡張と改良を進めるために、隣接していたハクセル (Haxells) 家のホテルも買収した。
拡張改装の後、このホテルは、アール・デコのショーケースとなり、1928年の再開業の時点では980室を備える規模となった。同年には、あまり目立たない改造も舞台裏で進められていた。第一次世界大戦当時の戦艦から回収された中古の石炭ボイラー2基がボイラー棟に設置されたのである。ホテルの建物の裏には、ウィンター・ガーデン・レストラン (Winter Garden Restaurant) があった。このレストランは、大きなドーム状の天井をもち、500席以上を備え、スタッフは100人以上いた。多数の客室があったことから、このホテルは、第二次世界大戦の前線に送られる前に泊まるアメリカ軍の兵員から人気が高かった。実際、このホテルは、合衆国の正式な保養・療養施設に指定されていた。
ホテルは再び重要な社交の場となり、ロンドン市民と戦争に疲れた兵士たちが、夜のふけるまでジャイヴやジルバに興じていた。その後、多くの兵員が、そうした記憶を蘇らせるためにこのホテルを再訪し、今でもその家族や親族がストランドを訪れることがある。
戦後、ストランド・パーク・ホテルは、数多くの改良工事を重ねた。1958年には、すべての部屋にプライベート・バスルームが設けられ、これに伴い部屋数は減って786室となった。バスルームが増え、湯水の需要が増えたため、新たに石油ボイラーが導入された。
1968年には、正面のホールと1階のレストラン部分が、ウィンター・ガーデンを含めて再設計され、ロンドンで最初のコンピュータ化された伝票システムが設置された。オリヴァー・パーシー・バーナードが設計した回転ドアなど玄関の部分はこのとき撤去されたが、その優れた品質と歴史的な価値に注目したヴィクトリア&アルバート博物館のキュレーターたちが、これをコレクションに加えたいと1969年に要望を出した。この部分の部品は解体された後、バタシーにある博物館の倉庫に保管された。このドアは、後に再び組み上げられ、2003年の大規模な企画展『Art Deco: 1910–1939』に展示された。

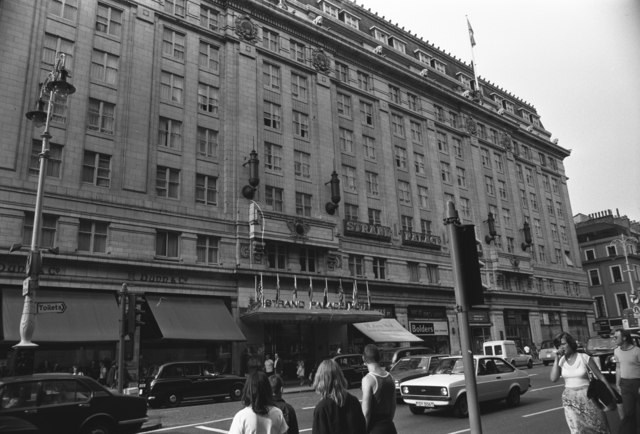
ストランド・パレス・ホテル、1981年8月25日撮影。

1976年、フォルテ・ホテルグループが、ライオンズ・ホテル・グループから、ストランド・パレス・ホテルのリースを買い取った。その後の十年間、小規模な改修が重ねられた。1985年には、より根本的な改修が全階で行われ、家具調度が一新され、バスルームも更新されて、寝室にも新たな装飾が施された。
2006年には、ロンドン&リージョナル・プロパティーズが、このホテルを買収した。